# IC 4091
IC 4091 је спирална галаксија у сазвјежђу Береникина коса која се налази на листи објеката дубоког неба у Индекс каталогу.
Деклинација објекта је + 19° 53' 34" а ректасцензија 13h 2m 12,8s. Привидна величина (магнитуда) објекта IC 4091 износи 15,4 а фотографска магнитуда 16,2.